# Корсиканская дискоязычная лягушка
Корсиканская дискоязычная лягушка (Discoglossus montalentii) — вид лягушек из рода дискоязычных лягушек (также Alytidae). Ареал включает только Корсику. Лягушка предпочитает центральную, горную часть этого принадлежащего Франции острова. Обитает в диапазоне высот 300—1900 м. Типичные места обитания — горные леса, соседствующие с водой, стоячей или проточной. Питается мелкими беспозвоночными. Весьма схожа с Discoglossus sardus (сардинской дискоязычной лягушкой) — разными видами их признали лишь в конце XX века. На Корсике они обитают в одних и тех же местах, но корсиканская дискоязычная лягушка считается более горным видом. Звук, который она издаёт, можно передать как пууп-пууп-пууп.